# Желязова Воля
Желязова Воля (пол. Żelazowa Wola) — село в Польщі, у гміні Сохачев Сохачевського повіту Мазовецького воєводства.
Населення — 61 особа (2011).

## Історія
Перша згадка про село сягає 1579 року. У Желязовій Волі народився відомий композитор Фредерік Шопен і скрипаль Генріх Шерінг. Також село відоме мальовничими ландшафтами і оточене звивистими протоками.

## Маєток Шопенів

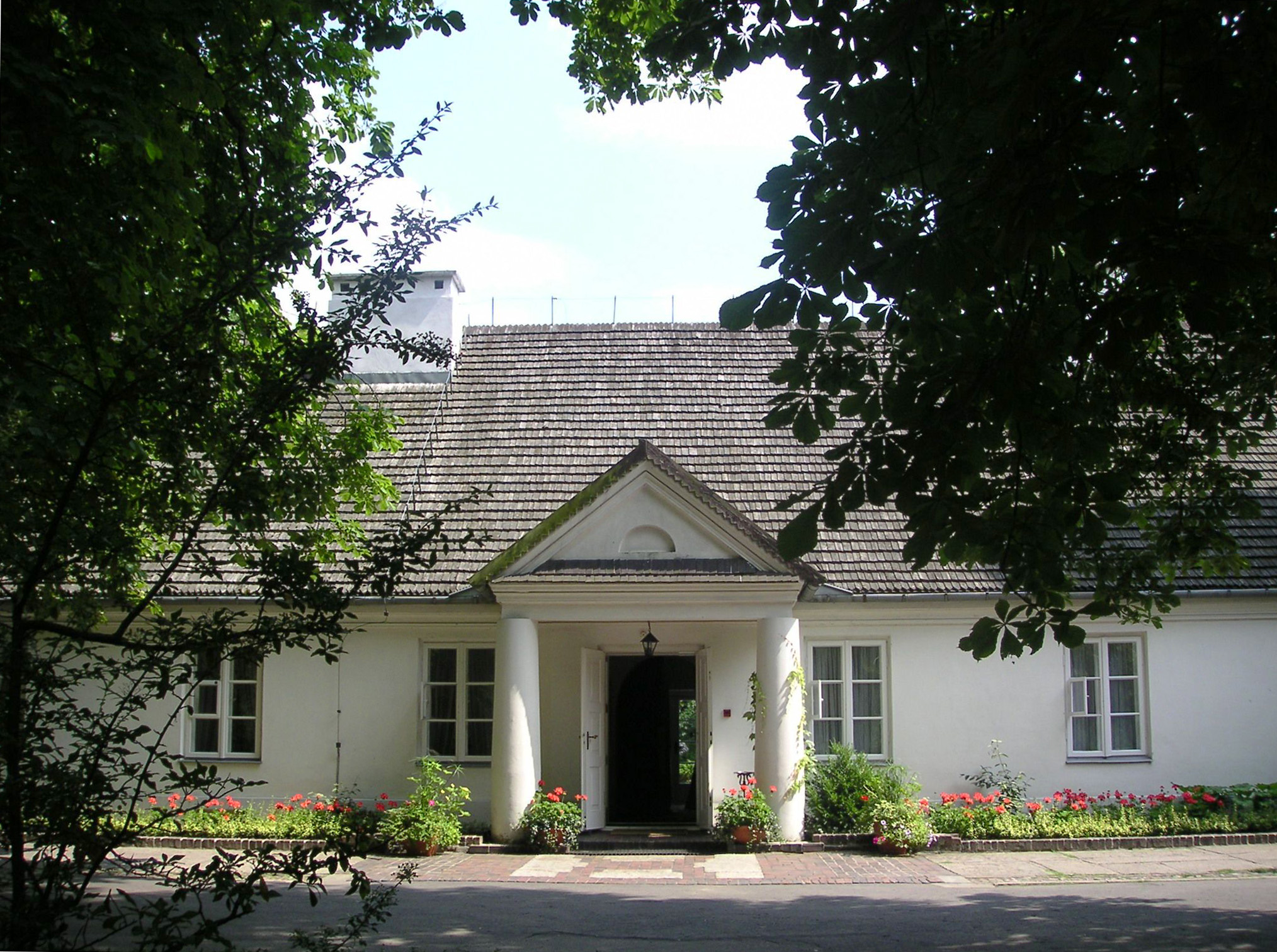
Хата, у якій жила сім'я Шопенів

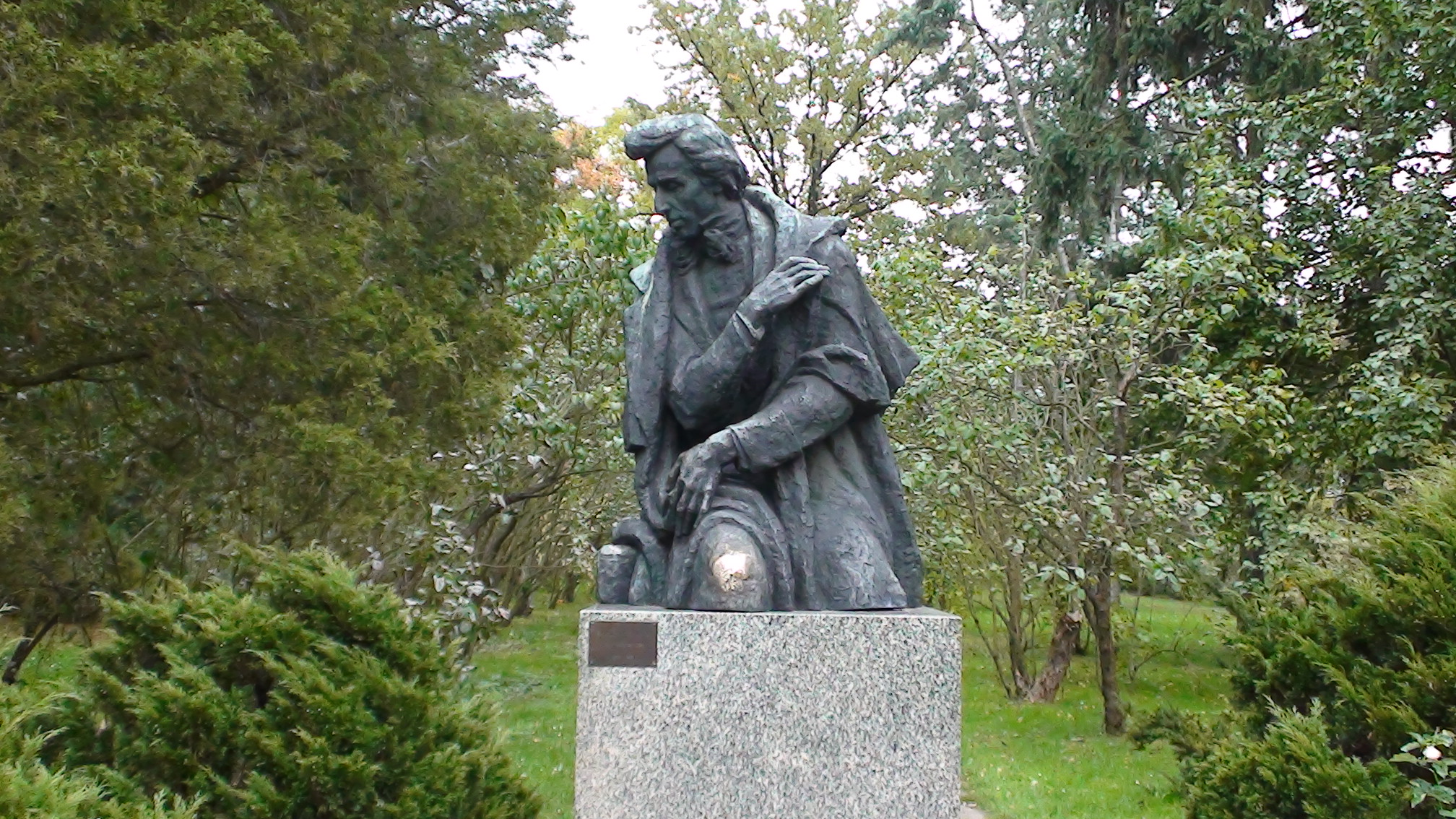
Пам'ятник Фридерику Шопену в садибі-музеї в с. Желязова Воля (Юзеф Гославський)

Російський композитор Сергій Ляпунов написав симфонічну поему «Желязова Воля» пам'яті Шопена.
У садибі, де жила сім'я, розташований музей. В ньому можна побачити портрети композитора і його сім'ї, меблі тієї епохи.
Маєток, де народився Фридерик, належав графові Скарбеку, і батько майбутнього композитора був тут вчителем музики родини графа. Незабаром сім'я переїхала до Варшави, але хлопчик часто приїздив в Желязову Волю на канікули. Він полюбив ці мальовничі місця Мазовії, які надихали композитора на його відомі мазурки, полонези, ноктюрни.
В кінці XIX століття Желязову Волю «відкрив» великий поціновувач шопенівської музики російський композитор Мілій Балакірєв. Під час першої світової війни маєток був зруйнований, а в 1926 році будівлі надали подобу старопольської садиби з крильцем і колонами, увитими виноградними лозами.
Внутрішнє наповнення будинку дуже скромне і відповідає шопенівському часу. Рояль, на якому грають найкращі піаністи світу; їдальня, кімнати батьків, маленька дитяча. Збереглися старовинні меблі, кахляна піч початку минулого століття, а також багато документів і реліквій, пов'язаних з сім'єю композитора.
Парк, що оточує маєток, був закладений в минулому столітті і відрізняється рідкісним зібранням дерев і чагарників — близько 500 видів, привезених з різних куточків Польщі. У парку можна побачити три пам'ятники композиторові.

## Сучасність
Щонеділі, з весни до пізньої осені, у садибі проходять концерти музики Шопена, на які з'їжджаються піаністи з усього світу.
У п'ятницю вхід до садиби-музею безплатний.

## Демографія
Демографічна структура станом на 31 березня 2011 року:
|          | Загалом | Допрацездатний вік | Працездатний вік | Постпрацездатний вік |
| -------- | ------- | ------------------ | ---------------- | -------------------- |
| Чоловіки | 32      | 4                  | 25               | 3                    |
| Жінки    | 29      | 3                  | 18               | 8                    |
| Разом    | 61      | 7                  | 43               | 11                   |